# ロアリングライオン
ロアリングライオン（英: Roaring Lion）は、イギリスの競走馬、種牡馬。主な勝ち鞍に2018年エクリプスステークス、インターナショナルステークス、アイリッシュチャンピオンステークス、クイーンエリザベス2世ステークスがある。

## 戦績

### デビュー前
2015年3月15日にアメリカ合衆国で誕生。2016年のキーンランド・セプテンバー・セールでカタールレーシング代理人のデビッド・レッドバースによって16万ドルで落札され、イギリスに渡る。

### 2歳（2017年）
8月18日ニューマーケット競馬場のノービスステークスでデビューし1着。2戦目で後続に6馬身差をつけて圧勝すると、重賞初挑戦となったロイヤルロッジステークスでは2着馬にクビ差ながらも重賞初制覇を果たす。10月28日のレーシングポストトロフィーではサクソンウォリアーとの叩き合いの末2着に敗れる。

### 3歳（2018年）
4月19日のクレイヴンステークスで始動したがマサーから9馬身差の3着に終わる。陣営は2000ギニーを回避してダンテステークスを使う計画をしていたが、その後2000ギニーに出走することになった。2000ギニーではサクソンウォリアーの5着に敗れたが、中1週で挑んだダンテステークスはミルデンバーガーに4馬身半差をつけ圧勝した。6月2日のダービーステークスではマサーの3着となるが、続くエクリプスステークスでは中団後方から脚を伸ばすと好位から抜け出したサクソンウォリアーを外から差し切ってG1初制覇を果たした。8月22日のインターナショナルステークスは中団待機から直線で抜け出すとポエッツワードに3馬身1/4差をつけてG1レース2連勝となった。
9月15日のアイリッシュチャンピオンステークスではエクリプスSと同様、先に抜け出したサクソンウォリアーをゴール前でクビ差交わして欧州の主要中距離GI3連勝を達成した。次戦には10月20日の英チャンピオンステークスを予定していたが、周回コースの馬場状態が悪化していたため、マイル戦のクイーンエリザベス2世ステークスに出走。久々のマイル戦ながら、中団追走から鋭く脚を伸ばすと、最後はアイキャンフライにクビ差つけてGI4連勝となった。
陣営は次走にダート最高峰のブリーダーズカップ・クラシックを選択。欧州の主要GIを4連勝中ながら芝向きのキトゥンズジョイ産駒ということもあって14頭立ての9番人気にとどまった。レースでは中団の内を追走していたが中盤で早々と手応えが無くなり失速し、大差の最下位（14着）に沈んだ。同レースを最後に現役を引退。
ブリーダーズカップ終了後、欧州の主要GI4連勝の活躍が評価され、2018年のカルティエ賞年度代表馬に選出された。

### 競走成績
以下の内容は、Racing Postの情報に基づく。
| 出走日     | 競馬場             | 競走名                     | 格 | 距離    | 着順 | 騎手         | 着差     | 1着（2着）馬      |
| ---------- | ------------------ | -------------------------- | -- | ------- | ---- | ------------ | -------- | ----------------- |
| 2017.08.18 | ニューマーケット   | ノービスS                  |    | 芝8f    | 1着  | H.ベントレー | 1馬身3/4 | （Abandon Ship）  |
| 0000.09.08 | ケンプトンパーク   | ノービスS                  |    | AW8f    | 1着  | O.マーフィー | 6馬身    | （Compliance）    |
| 0000.09.30 | ニューマーケット   | ロイヤルロッジS            | G2 | 芝8f    | 1着  | O.マーフィー | クビ     | （Nelson）        |
| 0000.10.28 | ドンカスター       | レーシングポストトロフィー | G1 | 芝8f    | 2着  | O.マーフィー | クビ     | Saxon Warrior     |
| 2018.04.19 | ニューマーケット   | クレイヴンS                | G3 | 芝9f    | 3着  | O.マーフィー | 9馬身3/4 | Masar             |
| 0000.05.05 | ニューマーケット   | 英2000ギニー               | G1 | 芝8f    | 5着  | O.マーフィー | 2馬身1/2 | Saxon Warrior     |
| 0000.05.17 | ヨーク             | ダンテS                    | G2 | 芝10.5f | 1着  | O.マーフィー | 4馬身1/2 | （Mildenberger）  |
| 0000.06.02 | エプソム           | 英ダービー                 | G1 | 芝12f   | 3着  | O.マーフィー | 2馬身    | Masar             |
| 0000.07.07 | サンダウン         | エクリプスS                | G1 | 芝10f   | 1着  | O.マーフィー | クビ     | （Saxon Warrior） |
| 0000.08.22 | ヨーク             | 英国際S                    | G1 | 芝10.5f | 1着  | O.マーフィー | 3馬身1/4 | （Poet's Word）   |
| 0000.09.15 | レパーズタウン     | 愛チャンピオンS            | G1 | 芝10f   | 1着  | O.マーフィー | クビ     | （Saxon Warrior） |
| 0000.10.20 | アスコット         | クイーンエリザベス2世S     | G1 | 芝8f    | 1着  | O.マーフィー | クビ     | （I Can Fly）     |
| 0000.11.03 | チャーチルダウンズ | BCクラシック               | G1 | ダ10f   | 14着 | O.マーフィー | 61馬身   | Accelerate        |

## 種牡馬時代
2019年からイギリスのトゥウィーンヒルズスタッド(Tweenhills Stud)で種牡馬入りした。初年度の種付け料は4万ポンドに設定された。同年7月27日、シャトル先のニュージーランドで重度の疝痛を発症。1週間に2度の緊急手術が行われる程の危機的状況に陥ったが、ケンブリッジ馬病院(Cambridge Equine Hospital)で24時間体制での治療が続けられた結果一命を取り留め、8月8日に無事退院を果たした。しかし8月23日、再度の症状の悪化により、安楽死の対応が取られた。これにより1世代の産駒を残すのみとなったが、ドバイマイル（Dubai Mile）がクリテリウムドサンクルーを制し、種牡馬としてのG1初制覇を果たした。
日本では2023年8月6日新潟競馬4Rをデッドリーが勝利して国内初勝利を挙げた。

## 血統表
| ロアリングライオンの血統  | ロアリングライオンの血統                       | ロアリングライオンの血統              | （血統表の出典）                      | （血統表の出典） |
| 父系                      | サドラーズウェルズ系                           | サドラーズウェルズ系                  | サドラーズウェルズ系                  |                  |
| 父 Kitten's Joy 2001 栗毛 | 父の父El Prado 1989 芦毛                       | Sadler's Wells                        | Northern Dancer                       | Northern Dancer  |
| 父 Kitten's Joy 2001 栗毛 | 父の父El Prado 1989 芦毛                       | Sadler's Wells                        | Fairy Bridge                          |                  |
| 父 Kitten's Joy 2001 栗毛 | 父の父El Prado 1989 芦毛                       | Lady Capulet                          | Sir Ivor                              | Sir Ivor         |
| 父 Kitten's Joy 2001 栗毛 | 父の父El Prado 1989 芦毛                       | Lady Capulet                          | Cap and Bells                         |                  |
| 父 Kitten's Joy 2001 栗毛 | 父の母Kitten's First 1991 鹿毛                 | Lear Fan                              | Roberto                               | Roberto          |
| 父 Kitten's Joy 2001 栗毛 | 父の母Kitten's First 1991 鹿毛                 | Lear Fan                              | Wac                                   |                  |
| 父 Kitten's Joy 2001 栗毛 | 父の母Kitten's First 1991 鹿毛                 | That's My Hon                         | L'Enjoleur                            | L'Enjoleur       |
| 父 Kitten's Joy 2001 栗毛 | 父の母Kitten's First 1991 鹿毛                 | That's My Hon                         | One Lane                              |                  |
| 母 Vionnet 2009 芦毛      | 母の父*ストリートセンス Street Sense 2004 鹿毛 | Street Cry                            | Machiavellian                         | Machiavellian    |
| 母 Vionnet 2009 芦毛      | 母の父*ストリートセンス Street Sense 2004 鹿毛 | Street Cry                            | Helen Street                          |                  |
| 母 Vionnet 2009 芦毛      | 母の父*ストリートセンス Street Sense 2004 鹿毛 | Bedazzle                              | Dixieland Band                        | Dixieland Band   |
| 母 Vionnet 2009 芦毛      | 母の父*ストリートセンス Street Sense 2004 鹿毛 | Bedazzle                              | Majestic Legend                       |                  |
| 母 Vionnet 2009 芦毛      | 母の母Cambiocorsa 2002 芦毛                    | Avenue of Flags                       | Seattle Slew                          | Seattle Slew     |
| 母 Vionnet 2009 芦毛      | 母の母Cambiocorsa 2002 芦毛                    | Avenue of Flags                       | Beautiful Glass                       |                  |
| 母 Vionnet 2009 芦毛      | 母の母Cambiocorsa 2002 芦毛                    | Ultrafleet                            | Afleet                                | Afleet           |
| 母 Vionnet 2009 芦毛      | 母の母Cambiocorsa 2002 芦毛                    | Ultrafleet                            | Social Conduct                        |                  |
| 5代内の近親交配           | Northern Dancer 4×5 Mr.Prospector 5×5          | Northern Dancer 4×5 Mr.Prospector 5×5 | Northern Dancer 4×5 Mr.Prospector 5×5 |                  |